# Эвлет (город, Миннесота)
Эвлет (англ. Eveleth) — город в округе Сент-Луис, штат Миннесота, США. В городе, по оценкам 2013 года проживают 3697 человек.
Город некоторое время был в поле зрения национальных новостей в октябре 2002 года, когда американский сенатор Пол Уэллстоун (англ. Paul Wellstone) погиб в авиакатастрофе в двух милях от аэропорта Эвлет.
Город также был местом событий легших в основу судебного дела «Дело Луис Е. Дженсон против Эвлет Таконит Ко». По мотивам этого дела в 2005 году был снят фильм «Северная страна».
Через город проходят автодороги U.S. Route 53 и MN 37.
- Телефонный код города — 218
- FIPS-код города — 27-19934[1]
- GNIS-идентификатор — 0661233[2]

## История
Деревня Эвлет была основана 22 апреля 1893 года примерно в 1 миле к юго-западу от текущего положения. Своё название она получила по фамилии Эрвина Эвлет, видного сотрудника лесозаготовительного предприятия в этой области. В 1895 году под селом была обнаружена железная руда, тогда же появилось и почтовое отделение. В 1900 году село перенесли на нынешнее место. В 1913 году село было инкорпорировано в город. Со временем город расширился и к нему была присоединена часть тауншипа Фаял.

## Демография
По данным переписи 2010 года население города Эвлет составляло 3718 человек, 1682 домашних хозяйства и 921 семья. Плотность населения — 228,2 чел. на км², плотность размещения жилья (насчитывается 1942 постройки) — 119,2 на км². Расовый состав: белые — 95,0 %, афроамериканцы — 0,5 %, коренные американцы — 1,8 %, азиаты — 0,3 %, представители двух и более рас — 2,2 %.
Из 1682 домашних хозяйств 36 % представляли собой совместно проживающие супружеские пары (28,5 % с детьми младше 18 лет), в 13,1 % семей женщины проживали без мужей, в 5,6 % семей мужчины проживали без жён, 45,2 % не имели семьи. В среднем домашнее хозяйство ведут 2,14 чел., а средний размер семьи — 2,83 чел.
Население города по возрастному диапазону по данным переписи 2010 года распределилось следующим образом: 22,8 % — жители младше 18 лет, 8,2 % — между 18 и 24 годами, 25,5 % — от 25 до 44 лет, 27,3 % — от 45 до 64 лет, 16,1 % — в возрасте 65 лет и старше. Средний возраст населения — 39,6 лет. От общего числа жителей было 48,7 % мужчин и 51,3 % женщин.
По состоянию на 2000 год медианный доход на одно домашнее хозяйство в городе составлял $27736, доход на семью $37069. У мужчин средний доход $32723, а у женщин $21658. Средний доход на душу населения $16635. 10,6 % семей или 15,4 % населения находились ниже порога бедности, в том числе 20,3 % молодёжи младше 18 лет и 14,2 % взрослых в возрасте старше 65 лет.
Динамика численности населения:
|  |